# Parantica eryx
Parantica eryx är en fjärilsart som beskrevs av Fabricius 1798. Parantica eryx ingår i släktet Parantica och familjen praktfjärilar. Inga underarter finns listade i Catalogue of Life.